# Chlor monoxide
Chlor monoxide là một hợp chất hoá học với công thức là ClO. Nó là một trong những nguyên nhân phá huỷ tầng ôzôn hiện nay. Khi ở tầng ozôn hay tâng bình lưu, nó phản ứng với ozôn tạo thành chlor monoxide và oxi:
Cl· + O3 → ClO· + O2
Và là nguyên nhân làm suy giảm tầng ôzôn